# Tor Lund
Tor Lund (Bergen, 20 de janeiro de 1888 — Bergen, 1 de setembro de 1972) foi um ginasta norueguês que competiu em provas de ginástica artística.
Lund é o detentor de uma medalha olímpica, conquistada na edição de 1912, nos Jogos de Estocolmo. Na ocasião, foi o medalhista de ouro da prova coletiva de sistema livre ao lado de seus 23 companheiros de equipe, quando superou as nações da Finlândia e Dinamarca, prata e bronze respectivamente.